# Jane Wiedlin

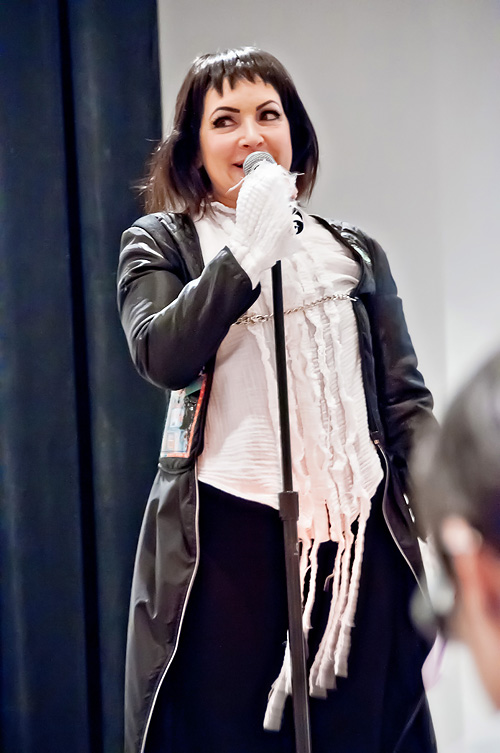
Jane Wiedlin (2013)

Jane Marie Genevieve Wiedlin (* 20. Mai 1958 in Oconomowoc, Wisconsin) ist eine US-amerikanische Gitarristin und Sängerin.

## Karriere
Sie gründete 1978 zusammen mit Belinda Carlisle die Rockband Go-Go’s und war dort als Sängerin und Gitarristin aktiv. 1983 sang sie im Duett mit Russell Mael auf dem Sparks-Album In Outer space die Lieder Cool Places und Lucky Me, Lucky You.
Ab 1984 verfolgte sie eine Solokarriere und veröffentlichte vier Alben. Ihre bekannteste Solosingle blieb die im Mai 1988 erschienene Nummer Rush Hour, mit der sie in den USA bis auf Platz 9 kam. 
Nach kurzen Reunions in den 1990er-Jahren ist sie seit 2000 wieder fest bei The Go-Go’s aktiv.

## Diskografie

### Studioalben
| Jahr | Titel           | Höchstplatzierung, Gesamtwochen, AuszeichnungChartplatzierungen (Jahr, Titel, Platzierungen, Wochen, Auszeichnungen, Anmerkungen) | Höchstplatzierung, Gesamtwochen, AuszeichnungChartplatzierungen (Jahr, Titel, Platzierungen, Wochen, Auszeichnungen, Anmerkungen) | Anmerkungen                            |
| Jahr | Titel           | UK | US | Anmerkungen                            |
| ---- | --------------- | --- | --- | -------------------------------------- |
| 1985 | Jane Wiedlin    | — | US127 (6 Wo.)US | Erstveröffentlichung: Oktober 1985     |
| 1988 | Fur             | UK48 (3 Wo.)UK | US105 (21 Wo.)US | Erstveröffentlichung: April 1988       |
| 1990 | Tangled         | — | — | Erstveröffentlichung: 30. Mai 1990     |
| 2000 | Kissproof World | — | — | Erstveröffentlichung: 31. Oktober 2000 |

### Kompilationen
- 1993: The Very Best of Jane Wiedlin: From Cool Places to Worlds on Fire

### Singles
| Jahr | Titel Album                                   | Höchstplatzierung, Gesamtwochen, AuszeichnungChartplatzierungen (Jahr, Titel, Album, Platzierungen, Wochen, Auszeichnungen, Anmerkungen) | Höchstplatzierung, Gesamtwochen, AuszeichnungChartplatzierungen (Jahr, Titel, Album, Platzierungen, Wochen, Auszeichnungen, Anmerkungen) | Höchstplatzierung, Gesamtwochen, AuszeichnungChartplatzierungen (Jahr, Titel, Album, Platzierungen, Wochen, Auszeichnungen, Anmerkungen) | Anmerkungen                                                |
| Jahr | Titel Album                                   | DE | UK | US | Anmerkungen                                                |
| ---- | --------------------------------------------- | --- | --- | --- | ---------------------------------------------------------- |
| 1983 | Cool Places The Very Best Of / In Outer Space | — | — | US49 (12 Wo.)US | Erstveröffentlichung: April 1983 Sparks feat. Jane Wiedlin |
| 1985 | Blue Kiss Jane Wiedlin                        | — | — | US77 (9 Wo.)US | Erstveröffentlichung: September 1985                       |
| 1988 | Rush Hour Fur                                 | DE57 (7 Wo.)DE | UK12 (11 Wo.)UK | US9 (19 Wo.)US | Erstveröffentlichung: Mai 1988                             |
| 1988 | Inside a Dream Fur                            | — | UK64 (5 Wo.)UK | US57 (7 Wo.)US | Erstveröffentlichung: August 1988                          |

## Filmografie (Auswahl)
- 1985: Alle Mörder sind schon da (Clue: The Movie)
- 1986: Star Trek IV: Zurück in die Gegenwart (Star Trek IV: The Voyage Home)
- 1987: Dornröschen (Sleeping Beauty)
- 1989: Bill & Teds verrückte Reise durch die Zeit (Bill & Ted’s Excellent Adventure)
- 1995: Amanda und der Außerirdische (Amanda & the Alien, Fernsehfilm)